# Marynarz na dnie morza
Marynarz na dnie morza (ang. The Navigator) – amerykański film niemy z 1924 roku w reżyserii Bustera Keatona i Donalda Crispa.

## Wyróżnienia
| Rok wyróżnienia | Amerykański Instytut Filmowy                                    | Miejsce     |
| --------------- | --------------------------------------------------------------- | ----------- |
| 2000            | Lista 100 najśmieszniejszych amerykańskich filmów wszech czasów | 81. miejsce |